# Элоиза (книга)
Элоиза (англ. Eloise) — серия детских книг, написанных в 1950 году американской писательницей Кей Томпсон и проиллюстрированых Хилари Найтом. Первая книга была опубликована в 1955 году.
Элоиза — шестилетняя девочка, которая живёт в отеле «Плаза» в Нью-Йорке со своей няней, мопсом Винни и черепахой Скипперди.
Крестница Кей Томпсон, Лайза Миннелли, была отчасти прототипом модели для Элоизы, как и сама автор. При создании визуального образа Элоизы иллюстратор использовал рисунок матери, Кэтрин Стёрджес Найт, сделанный в 1930-е годы.

## Книги
- Элоиза[англ.] (Eloise) 1955.
- Элоиза в Париже (Eloise in Paris) 1957.
- Рождество Элоизы[англ.] (Eloise at Christmastime) 1958.
- Элоиза в Москве[англ.] (Eloise in Moscow) 1959.
- Элоиза принимает ванну (Eloise Takes a Bawth) 2002. Опубликована посмертно[3].

Также современными авторами были написаны многочисленные книги-продолжения об Элоизе.

## Экранизации
В 2003 году компанией Walt Disney Television были сняты два фильма «Приключения Элоизы» (Eloise at the Plaza) и «Элоиза 2: Рождество» (Eloise at Christmastime) основанные на первых двух книгах. Роль Элоизы исполнила София Васильева, а няню сыграла Джули Эндрюс. В 2006 году был выпущен мультсериал основанный на книгах об Элоизе.
В стадии разработки находится фильм «Элоиза в Париже», основанный на одноимённой книге. Главную роль должна исполнить Джордана Битти, а роль няни Ума Турман. Режиссёром картины стал Чарльз Шайер, режиссёр таких фильмов как «Красавчик Алфи, или Чего хотят мужчины» и «Отец невесты» . В 2012 году было объявлено что Ума подала иск против компании производителя и потребовала компенсацию в размере 6 млн фунтов стерлингов. Неясно, останется ли Джордана Битти в проекте, но это маловероятно, учитывая её возраст.
В феврале 2009 года было объявлено что анимационный фильм «Элоиза в Африке» будет издан сразу на DVD.

### Телеверсии
- Театр 90[англ.], «Элоиза» (1956)
- Приключения Элоизы (сериал)[англ.] (2006)

### Фильмы
- Приключения Элоизы[англ.] (2003)
- Элоиза 2: Рождество[англ.] (2003)
- Элоиза в Париже (в стадии разработки)[когда?]
- Элоиза в Африке (в стадии разработки)[когда?]